# Mundo Earwood
Raymond "Mundo" Earwood (13 de octubre de 1952 - 21 de abril de 2014) fue un cantante de música country y compositor estadounidense. Su álbum debut homónimo fue publicado por Excelsior Records en 1981. Su sencillo más exitoso, "Things I'd Do for You", alcanzó el Top 20 en la lista Billboard Hot Country Songs en 1978.

## Biografía
Lideró las listas con temas como "Let's Hear it for Loneliness", "Lonesome as a Cowboy" y "I Can Give You Love". "Things I'd Do For You" se disparó al # 18 en las listas nacionales en 1978.

## Muerte
Mundo fue diagnosticado con cáncer de páncreas y un tumor fibrohistiocitoma en 2013, que lo llevó a su muerte a la edad de 61 años.

## Discografía

### Álbumes
| Título        | Detalles                                                | Posiciones en lista |
| Título        | Detalles                                                | US Country          |
| ------------- | ------------------------------------------------------- | ------------------- |
| Mundo Earwood | - Fecha de publicación: 1981 - Sello: Excelsior Records | 42                  |

### Singles
| Año  | Single                                            | Posiciones en lista | Álbum         |
| Año  | Single                                            | US Country          | Álbum         |
| ---- | ------------------------------------------------- | ------------------- | ------------- |
| 1972 | "Behind Blue Eyes"                                | 57                  | n/a           |
| 1974 | "Let's Hear It for Loneliness"                    | 59                  | n/a           |
| 1975 | "She Brings Her Lovin' Home to Me" (as Mundo Ray) | 91                  | n/a           |
| 1976 | "I Can't Quit Cheatin' on You"                    | 86                  | n/a           |
| 1976 | "Lonesome Is a Cowboy"                            | 70                  | n/a           |
| 1977 | "I Can Give You Love"                             | 86                  | n/a           |
| 1977 | "Behind Blue Eyes" (re-release)                   | 32                  | n/a           |
| 1978 | "Angelene"                                        | 69                  | n/a           |
| 1978 | "When I Get You Alone"                            | 36                  | n/a           |
| 1978 | "Things I'd Do for You"                           | 18                  | n/a           |
| 1979 | "Fooled Around and Fell in Love"                  | 25                  | n/a           |
| 1979 | "My Heart Is Not My Own"                          | 38                  | n/a           |
| 1979 | "We Got Love"                                     | 34                  | n/a           |
| 1979 | "Philodendron"                                    | 73                  | n/a           |
| 1979 | "Sometimes Love"                                  | 67                  | n/a           |
| 1980 | "You're in Love with the Wrong Man"               | 27                  | Mundo Earwood |
| 1980 | "Can't Keep My Mind Off of Her"                   | 26                  | Mundo Earwood |
| 1981 | "Blue Collar Blues"                               | 40                  | Mundo Earwood |
| 1981 | "Angela"[A]                                       | 32                  | Mundo Earwood |
| 1981 | "I'll Still Be Loving You"                        | 45                  | Mundo Earwood |
| 1982 | "All My Lovin'"                                   | 58                  | n/a           |
| 1982 | "Pyramid of Cans"                                 | 68                  | Mundo Earwood |
| 1989 | "A Woman's Way"                                   | 80                  | n/a           |

Notas
- A^ "Angela" también alcanzó el puesto N º 40 en la lista RPM Country Tracks chart en Canadá.